# Россия в Первой мировой войне

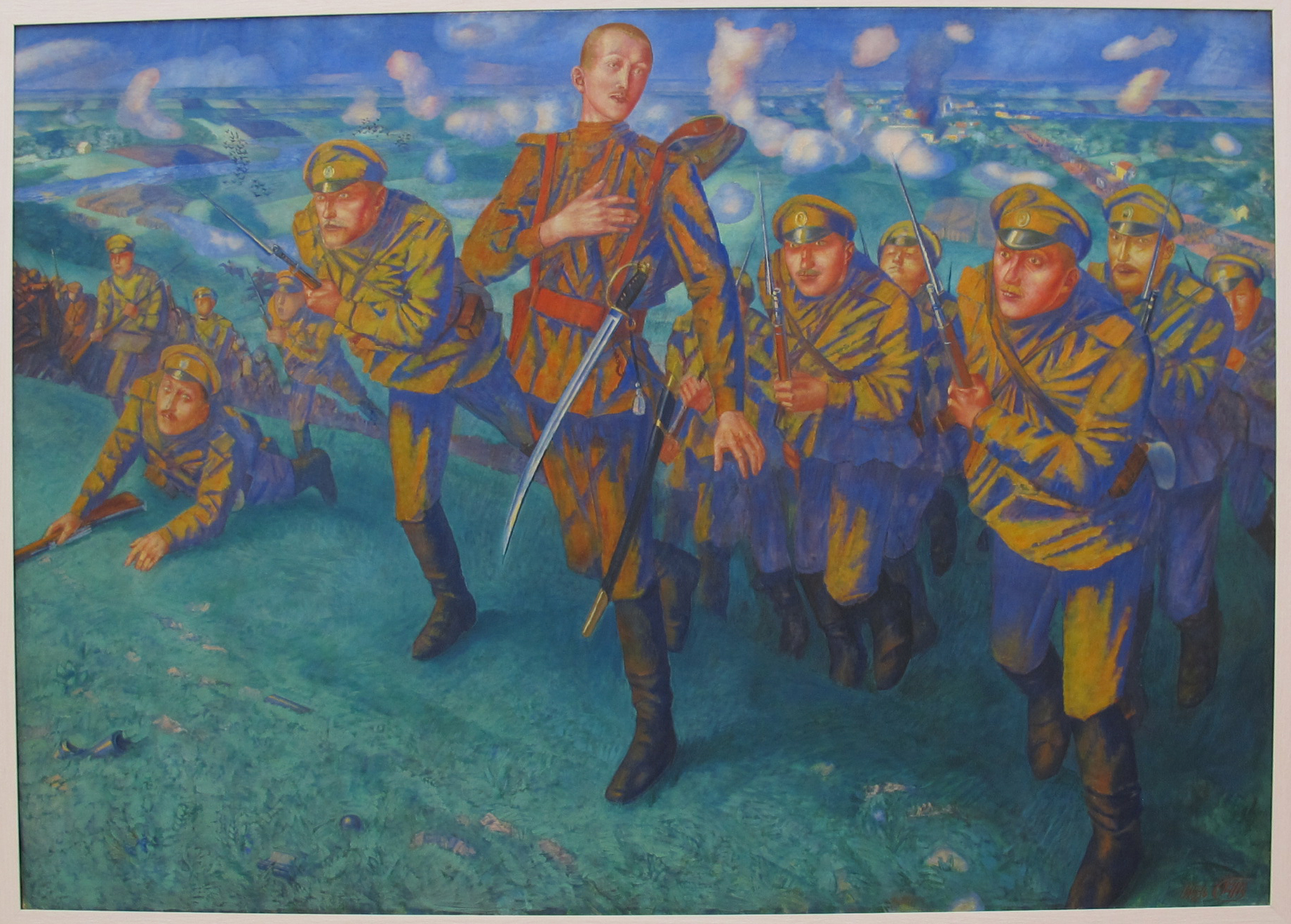
Картина К. Петрова-Водкина На линии огня, 1916 год.

Российская империя вступила в Первую мировую войну 1 августа 1914 года, на стороне Антанты. Советская Россия вышла из войны после заключения Брестского мира 3 марта 1918 года. На Восточном фронте российские войска сражались с войсками Германской империи и Австро-Венгрии, на Кавказском фронте российские войска сражались с войсками Османской империи. Кроме того, экспедиционный корпус Русской армии во Франции и Греции сражался с войсками Германии на Западном фронте и сражался с войсками Германии, Австро-Венгрии и Болгарии на Салоникском фронте.

## Вооружённые силы России к началу войны

### Армия
К 1914 году армия Российской империи насчитывала 1 млн 423 тыс. человек (в том числе свыше 40 тыс. офицеров), по мобилизации она была развёрнута до 5 млн 338 тыс. человек (в том числе до 80 тыс. офицеров). На вооружении имелось 6848 лёгких и 240 тяжёлых орудий, 4157 пулемётов, 4 519 700 винтовок, 263 самолёта(из них 224 — в составе авиационных отрядов), а также 15 дирижаблей и 46 привязных аэростатов. В составе армии мирного времени насчитывалось 711 автомобилей (418 грузовых, 259 легковых, 2 санитарных и 32 вспомогательных), 101 мотоцикл и 2 трактора. Однако количество автомобильной техники было увеличено в ходе мобилизации: по её завершении в армии имелось свыше 4 тысяч автомобилей, 263 (всего в ходе мобилизации от частных владельцев поступило 3000 легковых и 430 грузовых автомобилей, а также 1800 мотоциклов; по другим данным, по мобилизации поступило 3562 легковых и 475 грузовых автомобилей). Запасы снарядов составляли в среднем 1000—1200 снарядов на одно артиллерийское орудие.

### Военно-морской флот
К 1914 году в боевом составе российского флота имелось 12 линейных кораблей (линкоров) и линейных крейсеров, 3 броненосных крейсера, 11 крейсеров, 71 эскадренный миноносец, 47 миноносцев, 30 подводных лодок, 15 канонерских лодок, 8 минных заградителей, 5 тральщиков, 10 посыльных судов, а также большое количество вспомогательных судов; в количественном составе он был на 7 месте в мире. На службе во флоте (включая учреждения Морского ведомства) состояли 191 адмирал и генерал, 810 штаб-офицеров, 2148 обер-офицеров, 985 военных медиков и военных чиновников, 52 011 нижних чинов (включая 4 313 сверхсрочнослужащих)

## Боевые действия

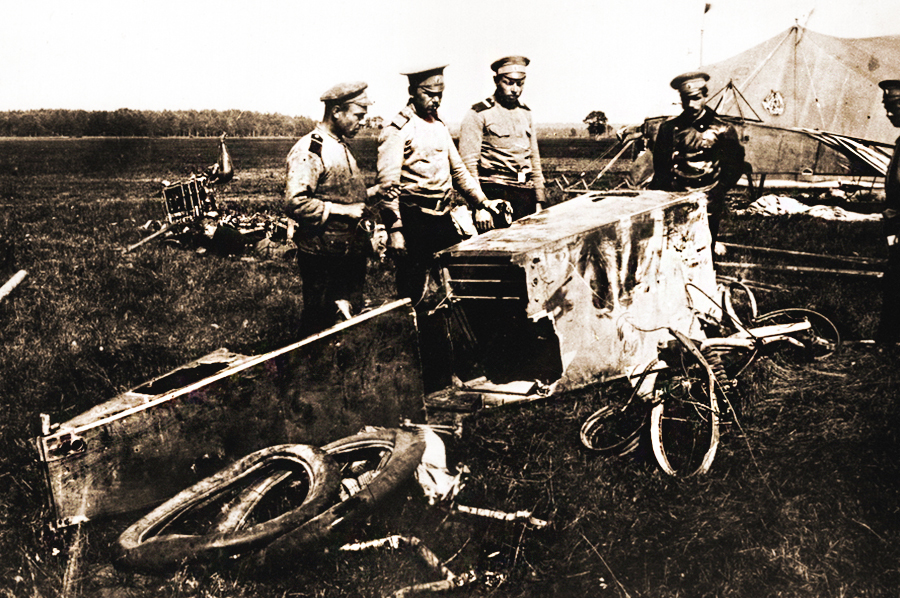
Австрийский самолёт «Альбатрос», сбитый лётчиком Российского императорского военно-воздушного флота П. Н. Нестеровым

Непосредственным поводом к войне послужило Сараевское убийство 28 июня (11 июля) 1914 года австрийского эрцгерцога Франца Фердинанда девятнадцатилетним сербским студентом Гаврилой Принципом, который являлся членом тайной организации «Млада Босна», борющейся за объединение всех южнославянских народов в одном государстве. Так как в убийстве была замешана Сербия, через некоторое время Австро-Венгрия предъявила Сербии Июльский ультиматум, и хотя он и был принят с единственной оговоркой, не удовлетворилась ответом и объявила Сербии войну. Российская империя в ответ на это объявила всеобщую мобилизацию 17 (30) июля 1914 года. 19 июля (1 августа) 1914 года Германия, союзник Австро-Венгрии, объявила войну Российской империи.
В 1914 году на восточном фронте Первой мировой войны произошло два крупных сражения: Восточно-Прусская операция, закончившаяся поражением российских войск, и Галицийская битва, закончившаяся их победой. Российскими войсками была занята практически вся Восточная Галиция и частично Западная. Было создано Галицийское генерал-губернаторство.
29 октября (11 ноября) 1914 года турецкий флот под командованием германского адмирала В. Сушона обстрелял Севастополь, Одессу, Феодосию и Новороссийск. 2 ноября Российская империя объявила Турции войну. Возник Кавказский фронт. В декабре 1914 — январе 1915 годов в ходе Сарыкамышской операции российская Кавказская армия остановила наступление турецких войск на Карс, а затем разгромила их и перешла в контрнаступление.

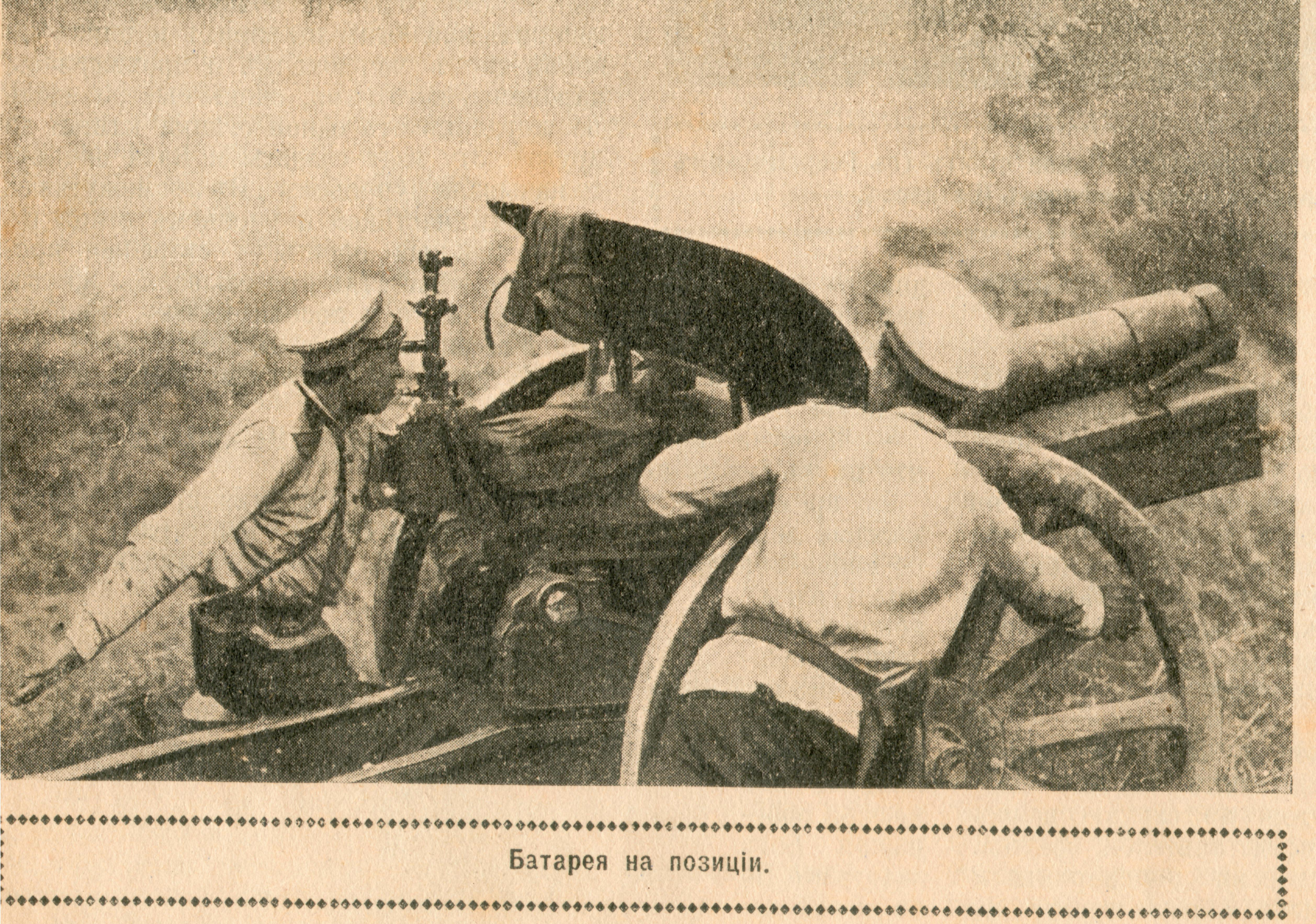
Русская 122-мм гаубица ведёт огонь на германском фронте, 1915 год

Российские солдаты в окопе, на фронте Первой мировой

В начале 1915 года Германия решила нанести основной удар на восточном фронте, пытаясь вывести Российскую империю из войны. В ходе Августовской операции (название от города, а не по месяцу), называемой также зимним сражением в Мазурии, германским войскам удалось выбить российские войска из Восточной Пруссии. Последующее наступление немцев в районе Прасныша (см.: Праснышская операция) потерпело серьёзную неудачу — в сражении германские войска были разбиты и отброшены назад в Восточную Пруссию. Зимой 1914—1915 годов шло сражение между русскими и австрийцами за перевалы в Карпатах (см.: Карпатская операция). 10 (23) марта 1915 завершилась осада Перемышля — капитулировала важная австрийская крепость с гарнизоном в 115 тыс. человек.
В мае германо-австрийским войскам, сосредоточив превосходящие силы в районе Горлице, удалось прорвать русский фронт (см.: Горлицкий прорыв). После этого началось общее стратегическое отступление российской армии из Галиции и Польши. 23 августа (5 сентября) 1915 года Николай II принял на себя звание Верховного главнокомандующего, назначив Николая Николаевича командующим Кавказским фронтом. Начальником штаба ставки верховного главнокомандующего был назначен М. В. Алексеев. Фронт удалось стабилизировать. На захваченной российской территории была создана германская оккупационная администрация.
В июне 1916 года началась крупная наступательная операция русской армии, получившая название Брусиловский прорыв по имени командующего фронтом А. А. Брусилова. В результате наступательной операции Юго-Западный фронт нанес серьёзное поражение австро-венгерским войскам в Галиции и Буковине.
На Кавказском фронте к лету 1916 года российскими войсками была занята большая часть Западной Армении. Была создана оккупационная администрация Западной Армении.

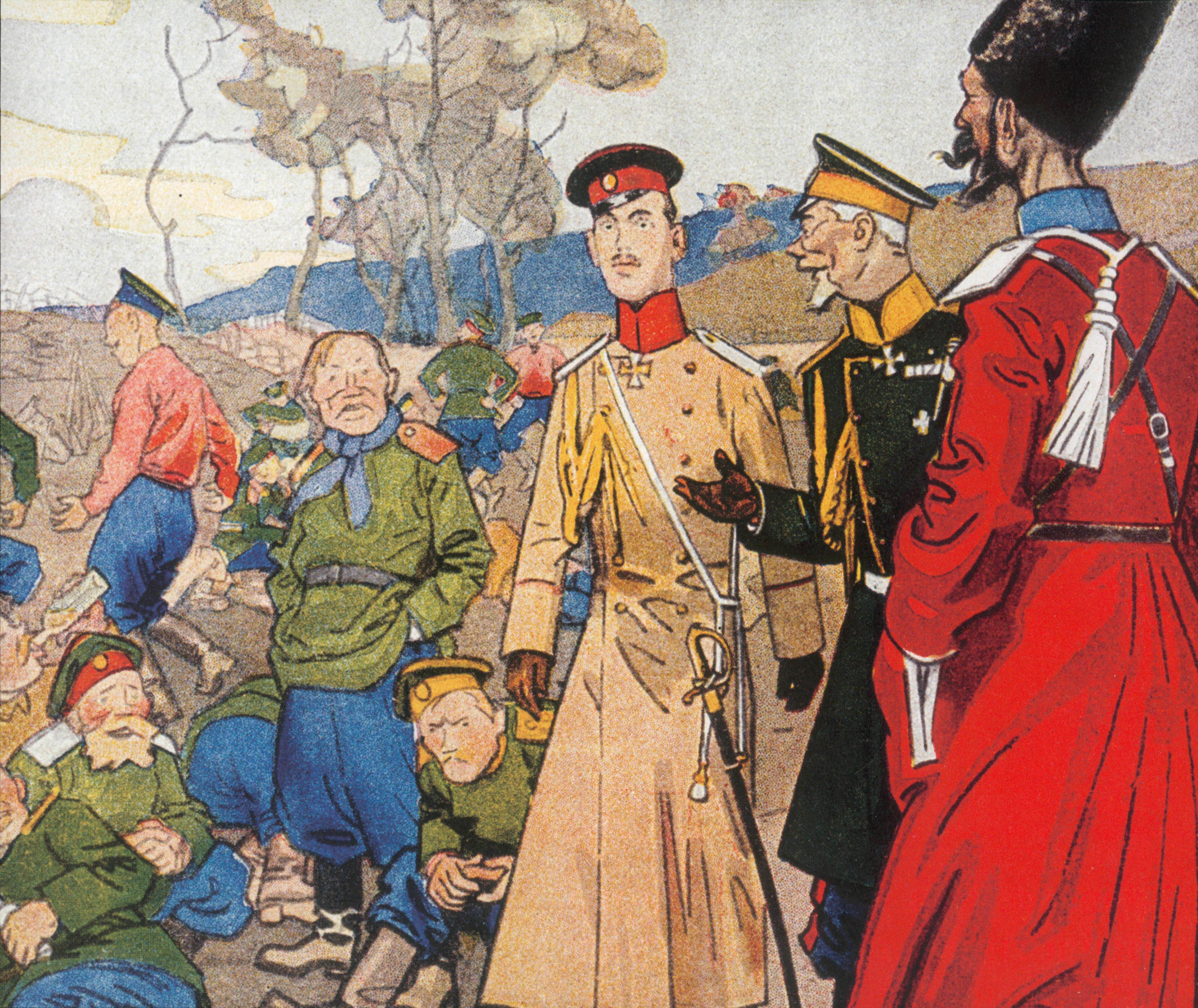
Немецкая карикатура на Михаила Александровича и разложение русской армии. 1917 год.

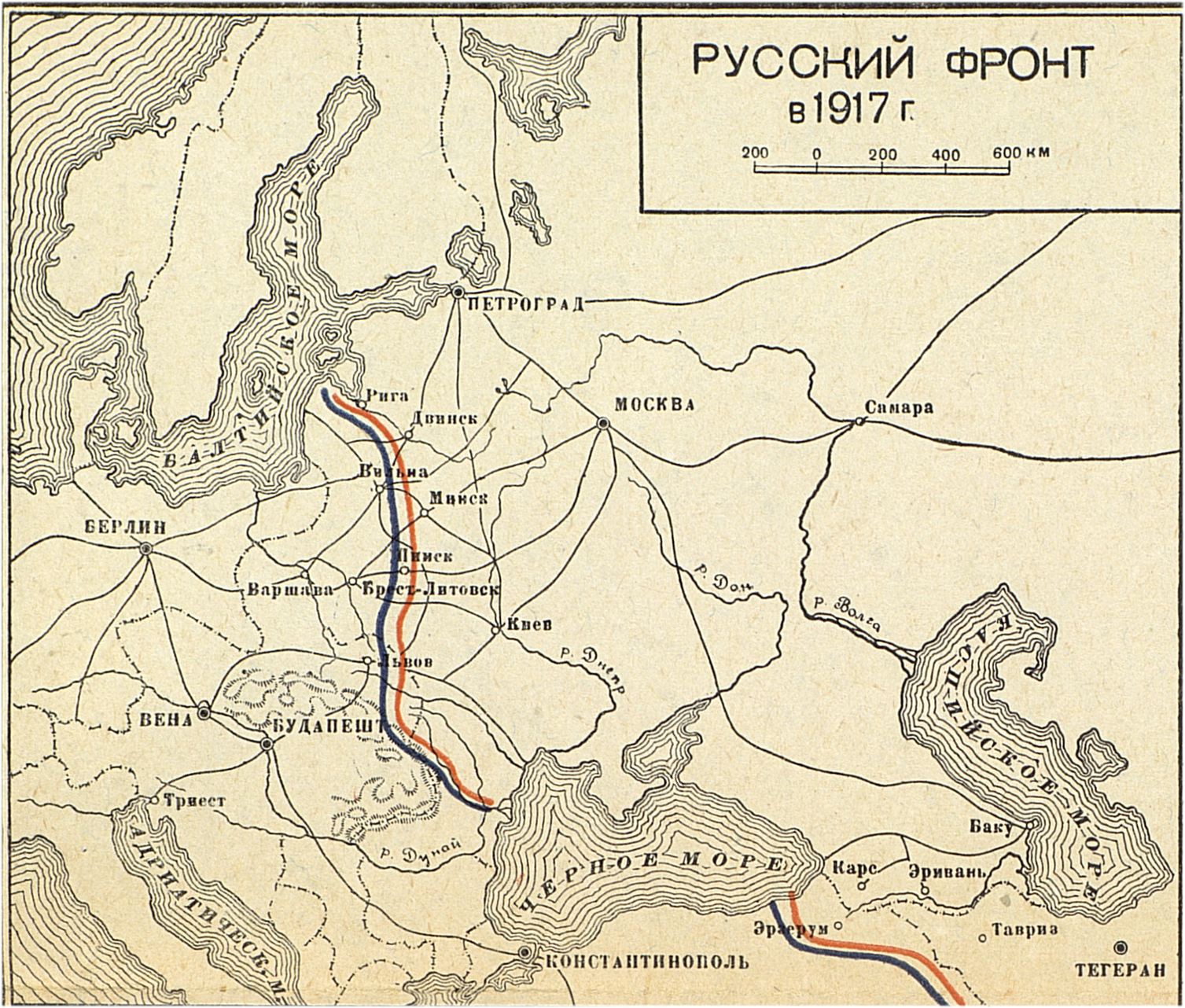
Русский фронт в 1917 году.

Февральская революция 1917 года привела к началу разложения русской армии, которая стала стремительно терять свою боеспособность. После того как Временное правительство заявило о продолжении участия России в войне, русское командование принялось за организацию наступления, которое по договорённости с союзниками следовало начать весной 1917 года. Однако тот хаос и разложение, что царили в русских войсках, сделали невозможным проведение наступления в намеченные сроки. Оно было отложено на конец июня. Наступление в общем направлении на Львов из районов Злочев и Бржезаны началось 16 (29) июня 1917. Первые два дня принесли наступающим некоторый тактический успех. Но затем наступление остановилось. Войска стали обсуждать приказы и митинговать, отказывались продолжать наступление. В итоге, несмотря на значительное превосходство в живой силе и технике, наступление успеха не имело и 20 июня (3 июля) было прекращено.
После неудачной для русской армии Рижской операции германские войска 21 августа (3 сентября) 1917 заняли Ригу. В октябре 1917 года германским войскам удалось провести удачную десантную операцию и захватить Моонзундский архипелаг.

### Русский экспедиционный корпус

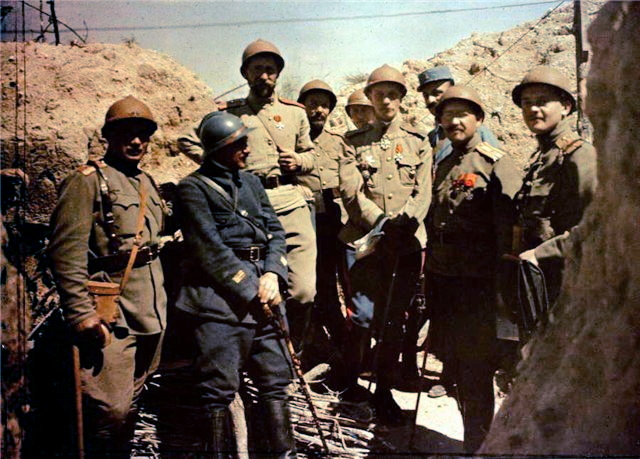
Экспедиционный корпус Русской армии во Франции. Лето 1916 года, Шампань. Начальник 1-й бригады генерал Лохвицкий с несколькими русскими и французскими офицерами обходит позиции.

Российские особые экспедиционные войска включали в себя четыре отдельные особые пехотные бригады (двухполкового состава каждая) общей численностью личного состава в 750 офицеров и 45 000 унтер-офицеров и солдат, которые прибыли в течение 1916 года во Францию. 1-я и 3-я особые пехотные бригады были отправлены на фронт в Шампани, а 2-я и 4-я — на Салоникский фронт, в Македонию. Весной 1917 года во Францию прибыли артиллерийская бригада и инженерно-сапёрный батальон.
Личный состав корпуса совместно с французскими и британскими войсками защищал регион Шампань — Арденны. Особо отличилась пехота корпуса под Реймсом, не допустив прорыва немецких дивизий в направлении Парижа.

### Участие российского флота в войне
Главной боевой задачей российского флота на Балтийском море являлось сопротивление проникновению германского флота в Финский залив путём боя на заранее подготовленной позиции. Для решения этой задачи была назначена оборонительная позиция в узости залива, образуемой островом Нарген и мысом Порккала-Удд — так называемая центральная минно-артиллерийская позиция.

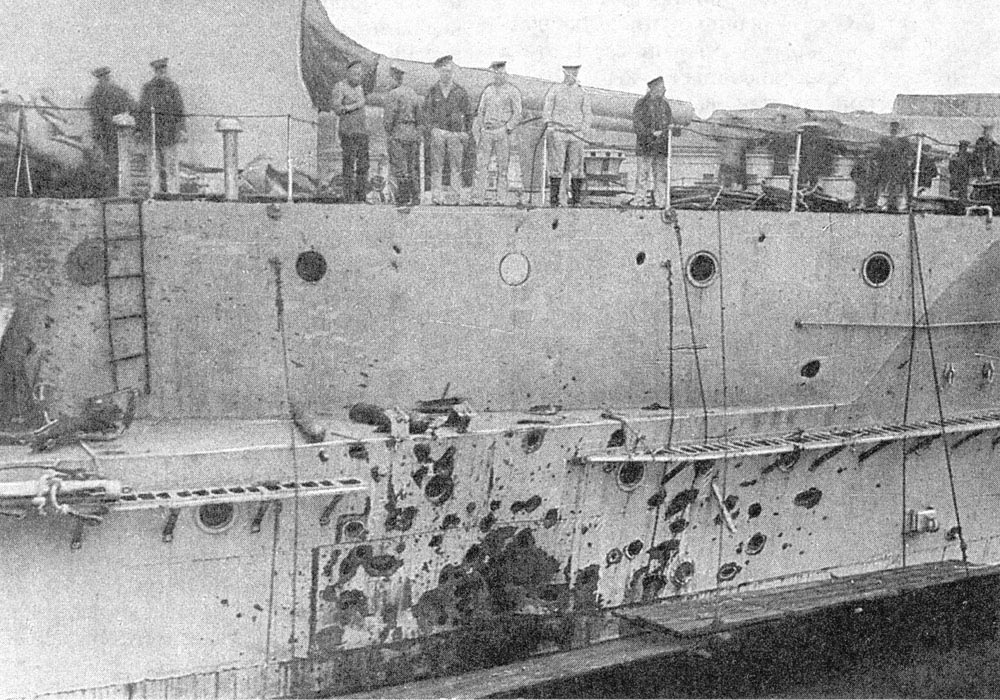
Повреждения броневого пояса российского линкора «Евстафий» после боя у мыса Сарыч

13 (26 августа) 1914 года на Балтике произошло событие, оказавшее значительное влияние на дальнейший ход войны. В Финском заливе у острова Осмуссаар сел на мель германский легкий крейсер «Магдебург». Попытки спасти корабль закончились неудачей и вскоре он был захвачен подошедшими русскими крейсерами «Богатырь» и «Паллада». Главным успехом были поднятая из моря сигнальная книга крейсера, которая затем была переданы британскому адмиралтейству, что сыграло решающую роль в раскрытии военно-морского кода Германии. Раскрытие кода оказало впоследствии значительное влияние, как на боевые действия на море, так и на ход войны в целом.
Боевые действия на Чёрном море начались в октябре 1914 года с бомбардировки германо-турецкими силами прибрежных российских городов. Вступление в строй новых линейных кораблей позволило российскому флоту установить блокаду угольного района в Анатолии (порты Зунгулдак, Козлу, Эрегли, Килимли), служившего единственным источником местного угля для Константинополя, турецкого флота и железнодорожного транспорта.

## Военная медицина

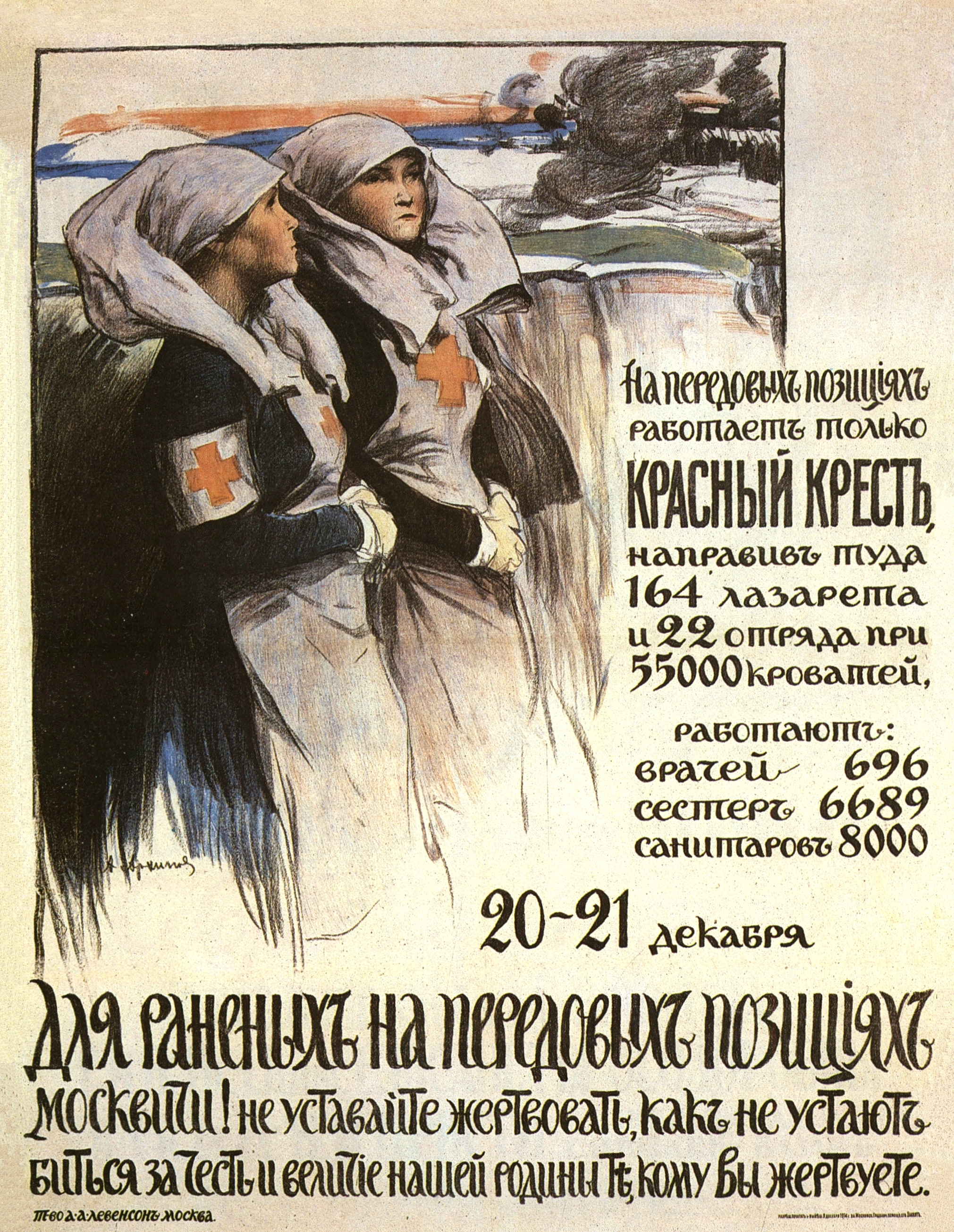
Плакат РОКК, 1914 год

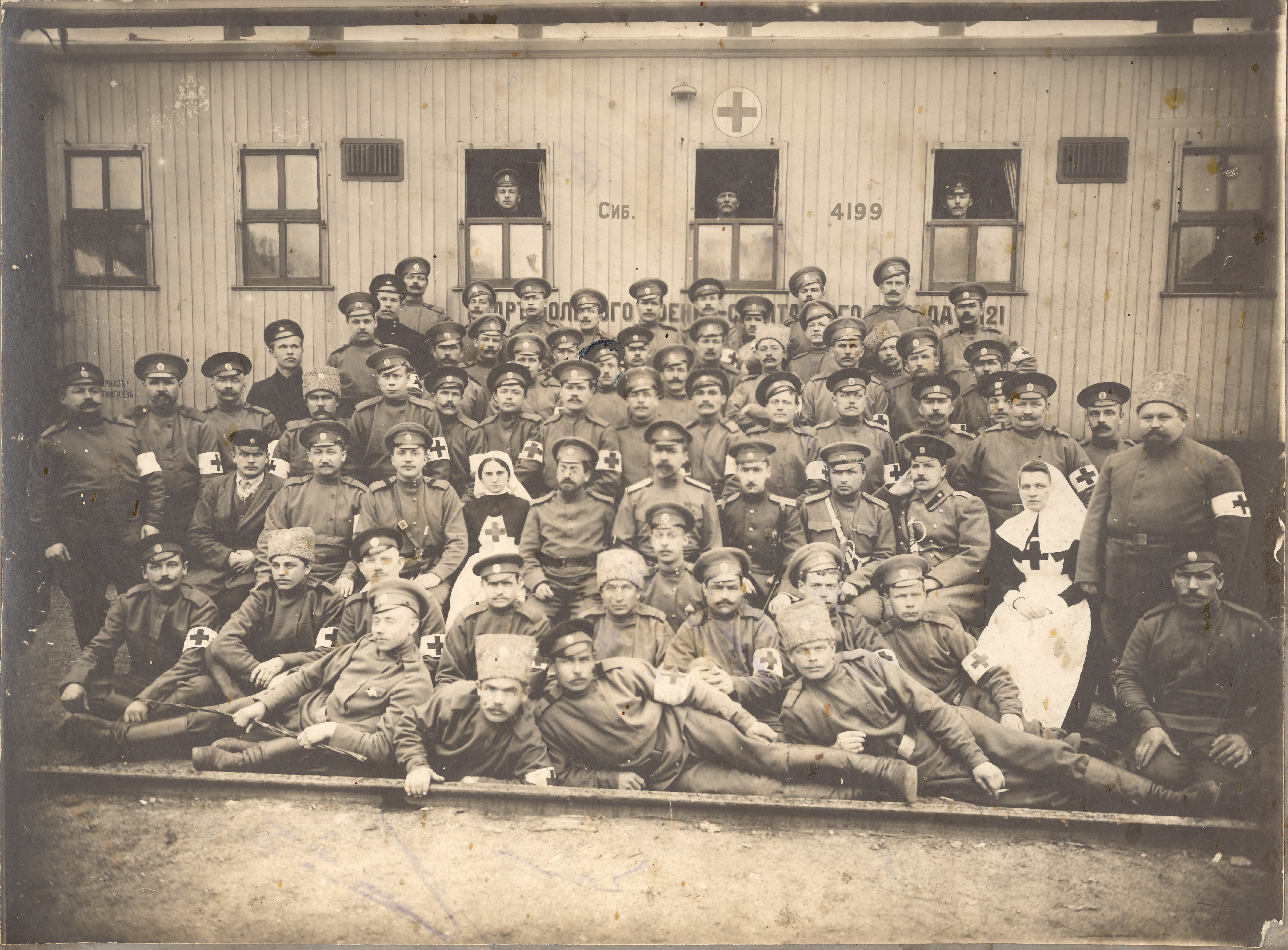
Команда полевого военно-санитарного поезда № 121, 1915 год

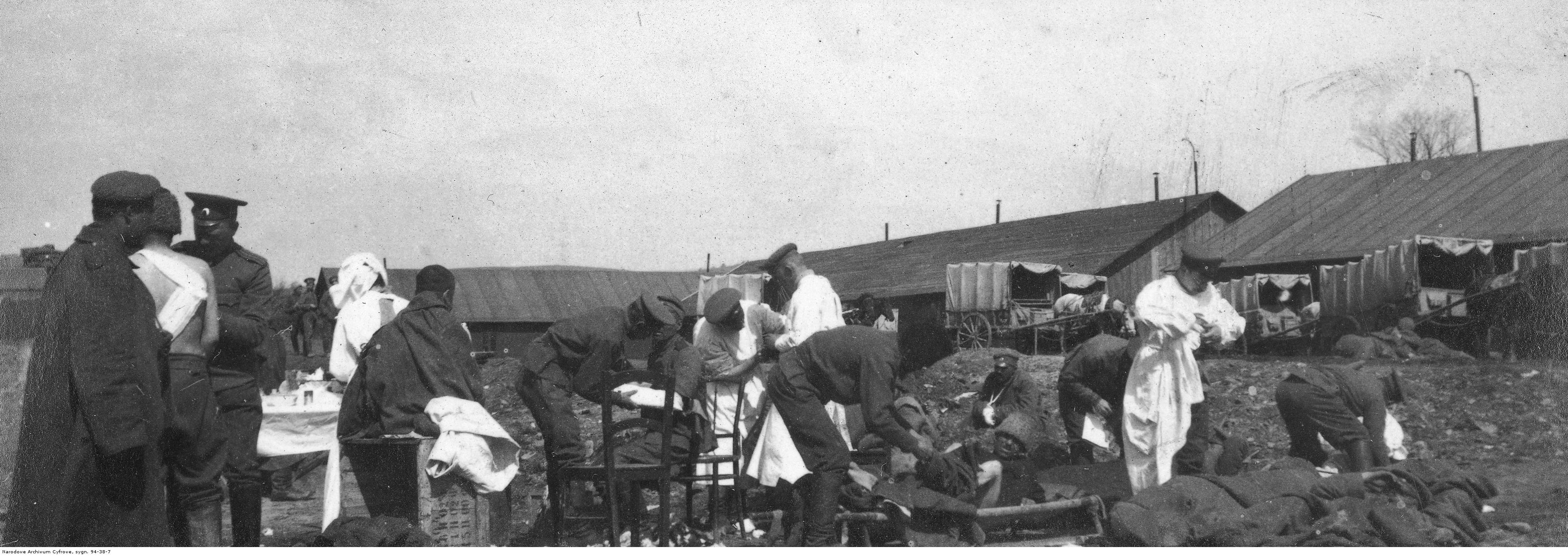
20-й петроградский отряд РОКК в Галиции

Структура полевых военно-медицинских армейских учреждений российской армии по штатам мирного времени состояла из дивизионных госпиталей, полевых подвижных госпиталей, полевых запасных госпиталей, военно-санитарных транспортов, крепостных госпиталей. Кроме того, в каждом военном округе был постоянный военный госпиталь на 200 коек с терапевтическим, хирургическим, глазным, кожно-венерологическим, инфекционным (острозаразным) отделениями. В губернских городах располагались местные военные лазареты, в дивизиях и полках существовали дивизионные и полковые лазареты. 
Накануне войны российская армия была обеспечена медико-санитарными средствами всего на четыре месяца. Армейские медицинские учреждения оказались неспособными справиться с валом раненых. Санитарных поездов в начале войны катастрофически не хватало, поэтому раненых и больных солдат вывозили в тыл в порожних составах или гужевым транспортом. В санитарных поездах раненых часто не кормили, их зачастую перевозили в вагонах, не очищенных от конского навоза, без соломы, фонарей, сходней и других необходимых принадлежностей. В госпиталях Москвы и Петрограда сосредотачивалось более 70% раненых, при этом лечебные учреждения в других городах часто пустовали. Уже осенью 1914 года на фронте были зафиксированы первые эпидемии сыпного тифа, дизентерии, холеры. Также поезда с инфекционными больными, направляемыми вглубь страны и потоки беженцев из прифронтовой полосы привели к широкое распространению инфекций по всей стране. 
В сложившейся ситуации общественные организации (РОКК, Всероссийский земский союз, Союз городов) начали энергичную деятельность по оборудованию госпиталей и снабжению армии лекарственными препаратами и оборудованием. К 1916 году на их средства были развернуты 71 госпиталь, 61 этапный лазарет, 57 подвижных лазаретов. Общественные организации также создали 62 передовых отряда для оказания первой медицинской помощи, а также 188 подвижных перевязочно-питательных отрядов в прифронтовом тылу.

## Мобилизация людских ресурсов
По мобилизации в 1914 году было призвано из запаса 3 115 000 человек. Ратники государственного ополчения I разряда, перечисленные из запаса, то есть лица в возрасте 40-43 лет (класса 1895—1892 годов), отбывшие в свое время действительную военную службу, были призваны уже на 5-й день общей мобилизации, 22 июля (4 августа) 1914 года. Одновременно с ними была призвана также часть ратников I разряда 4-х младших классов (классы 1913—1910 годов, возраста 22-25 лет). Затем, в августе 1915 года, были призваны ратники ополчения I разряда классов 1916—1898 годов (возраст 20-38 лет), в сентябре 1915 года начался призыв ратников ополчения II разряда. Всего за войну было призвано 6 180 000 ратников ополчения, из них 2 705 000 человек не проходили ранее действительной военной службы. Также в течение войны было призвано 4 460 000 новобранцев, достигших призывного возраста.
Всего, считая тех, кто в 1914 году уже был в составе вооружённых сил, в течение войны было мобилизовано свыше 15 млн человек. Это составляло по отношению к общей численности населения (167 миллионов) 9,3 %. При этом во Франции, Великобритании и Германии доля мобилизованных достигала 18-20 % от общей численности населения. Такая разница объясняется, во многом, большой долей детей в населении России (из-за значительно более высокой, чем в более развитых странах рождаемости).
Член Государственного совета В. Гурко в конце 1916 года писал императору:

…В шахтах не хватает людей для добычи угля, у доменных печей — для выплавки металла соответственно повышенной потребности в них. Заводы занимаются систематическим переманиванием рабочих друг у друга, что породило даже мысль об издании особого, для борьбы с этим злом, закона. Малолюдье отражается в равной степени и на всей сельской жизни. Величайшее затруднение в продовольственном деле испытывается отчасти из-за того, что ослаб гужевой промысел — некому везти хлеб на станции. Свеклосахарные заводы за недостатком людей не были в состоянии выкопать и свезти весь урожай свеклы. Сельскохозяйственные работы — молотьба и осенняя вспашка — прошли с запозданием, и притом при крайнем напряжении всего сельского населения.
Словом, весь государственный механизм и все народное хозяйство испытывают совершенно явный недостаток в людях. На это возможно, казалось бы, возразить, что количество населения, призванное в войска, в процентном отношении к общему его количеству у нас менее значительно, нежели у наших врагов, и особенно у нашей союзницы Франции: у нас оно составляет около 10 %, а во Франции достигло 16 %. Но положение народного хозяйства в Западной Европе и у нас не может быть сравнимо: наши огромные пространства с разбросанным на них редким населением и слабо развитыми городскими центрами, недостаточная сеть железных дорог при непроездности в течение некоторой части года большинства грунтовых дорог наряду с расположением месторождений металлов и горючего, столь необходимых для изготовления боевых припасов, в отдаленных от многих металлургических заводов местностях империи, наконец, наши климатические условия, требующие много труда по охранению от зимней стужи, также по борьбе со снежными заносами, — все это вызывает необходимость у нас такой добавочной работы, а следовательно, и лишних рабочих рук, которой не знает Западная Европа. Наконец, сравнительная ничтожность у нас по сравнению, например, с Францией механических двигателей (в 1908 г. число паровых лошадиных сил во Франции было в 15 раз больше, нежели у нас) и меньшая, обусловленная многими причинами производительность русского рабочего по сравнению с западноевропейским рабочим приводит к тому, что отвлечение у нас от производительной работы 10 % населения едва ли не тяжелее отзывается на общем ходе народного хозяйства, нежели во Франции 16 %.

## Мобилизация российской промышленности

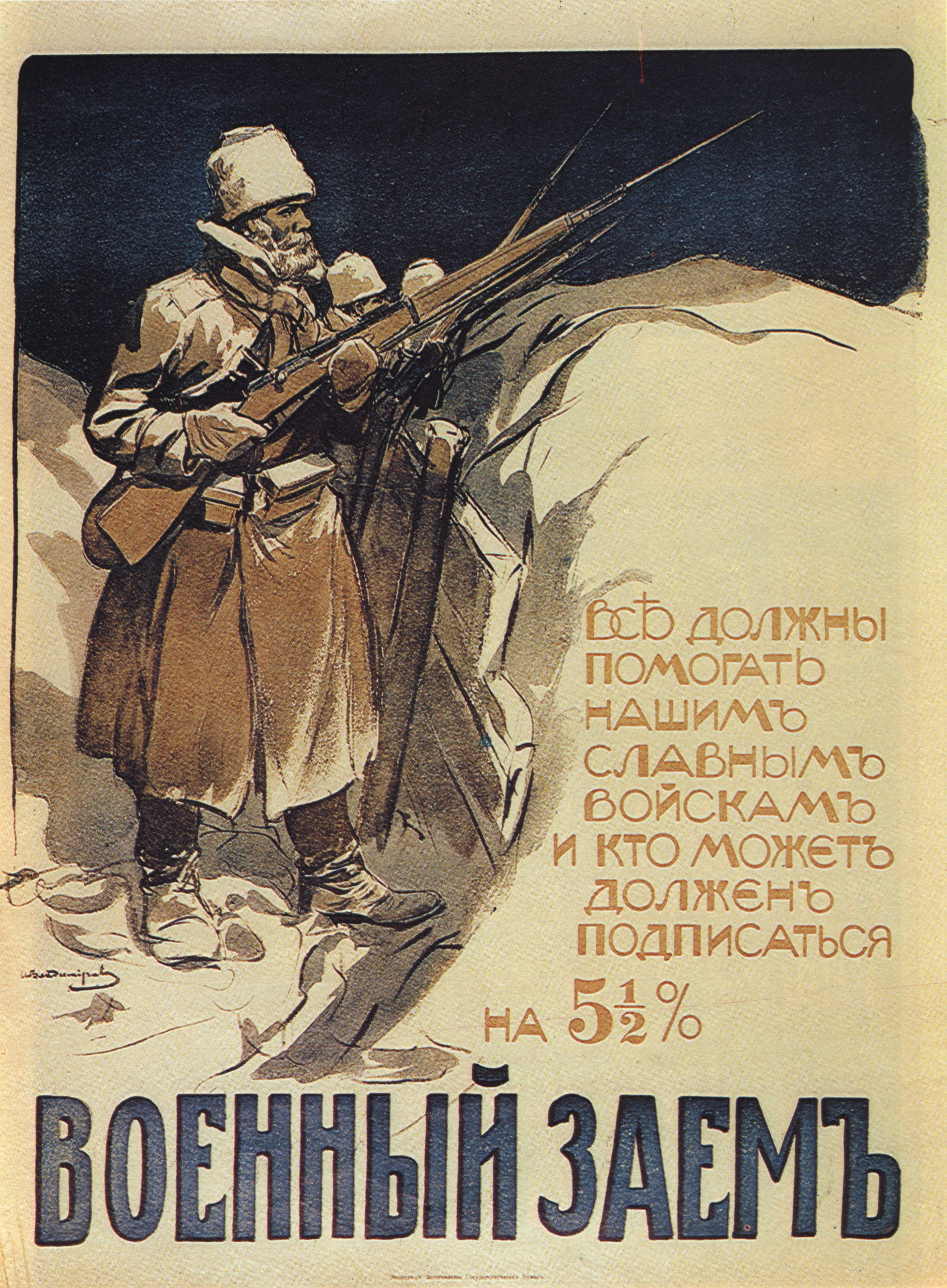
Плакат 1916 года, художник И. А. Владимиров

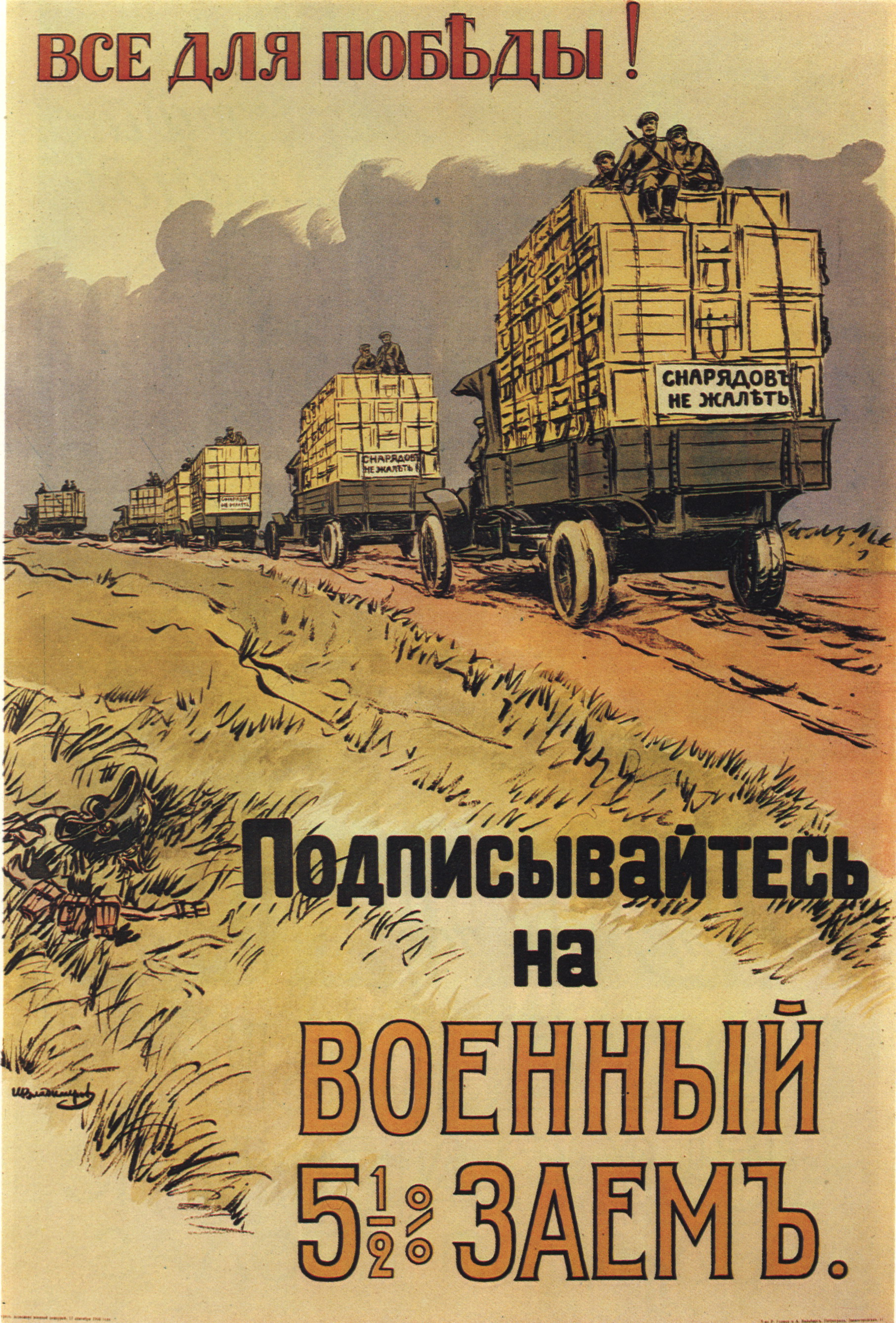
Плакат 1916 года, художник И. А. Владимиров

Вступление России в войну привело к сокращению поставок импортного сырья и полуфабрикатов и потере предприятиями квалифицированных рабочих в результате мобилизации их в армию. Ушедших на фронт рабочих заменяли женщинами, подростками, военнопленными и мигрантами из Средней Азии.

По предвоенным планам объемы производства на военных заводах предусматривали только пополнение мобилизационного запаса, который считался достаточным для ведения войны. Однако война сразу же потребовала огромного расхода боеприпасов. К 1916 году потребность в снарядах превосходила производительность заводов, которые производили снаряды в 1914 году, в 70 раз. Уже к началу 1915 года кризис с поставками вооружения и снаряжения для армии требовал немедленного решения. Началось перепрофилирование заводов различных отраслей под производство наиболее востребованных предметов вооружения. Например, Сормовский завод увеличил объемы производства снарядов в 140 раз за счет производства паровозов и вагонов.
Чем дольше затягивалась война, тем яснее становилось российским властям, что решить проблему мобилизации промышленности без участия общественности невозможно. В 1915 году органами местного самоуправления и фабрикантами стали создаваться военно-промышленные комитеты, была создана всероссийская организация Союз земств и городов (Земгор).
В конце 1916 года из 2,4 млн российских рабочих, занятых в промышленности, 2 млн человек (86 % от общего числа) работало на производствах, удовлетворявших военные нужды. Из 2 290 предприятий более 1 800 (81 %) были преимущественно ориентированы на изготовление военной продукции. 356 фабрики (16 % от общего количества промышленных предприятий) было занято производством вооружения, 246 (11 %) — военного снаряжения, 783 (34 %) — продуктов питания для армии, 458 (20 %) — обмундирования и лишь 447 (19 %) — производством товаров, предназначенных для гражданского населения.

## Поставки военной продукции из-за рубежа
Проблему с нехваткой вооружения также пришлось решать путем заказов за рубежом.
Во время войны за рубежом было заказано 2 млн. 461 тыс. винтовок, в том числе в США — 657 тыс., во Франции — 641 тыс., в Японии — 635 тыс., в Италии — 400 тыс., в Великобритании — 128 тыс. В результате на вооружении российской армии оказались винтовки десяти разных систем.
Из США и Японии ввозились орудийные и винтовочные пороха, из США также ввозились автомобили и железнодорожный подвижной состав.
Условия сделанных в США заказов были очень неблагоприятными: оплата производилась золотом, сроки выполнения заказов были длительными. К весне-лету 1917 года из США прибыло не более 15 % заказанного.
Зарубежные поставки в условиях войны могли осуществляться только через Владивосток, Архангельск и Мурманск. Архангельский порт зимой замерзал, для обеспечения его работы нужны были ледоколы. Поэтому в Великобритании и Канаде пришлось заказать 4 ледокола и 6 грузовых пароходов с ледорезными образованиями корпуса. Для поставок через мурманский порт в 1915 году началось строительство Мурманской железной дороги, она начала работать в начале 1917 года.

## Беженцы и депортированные

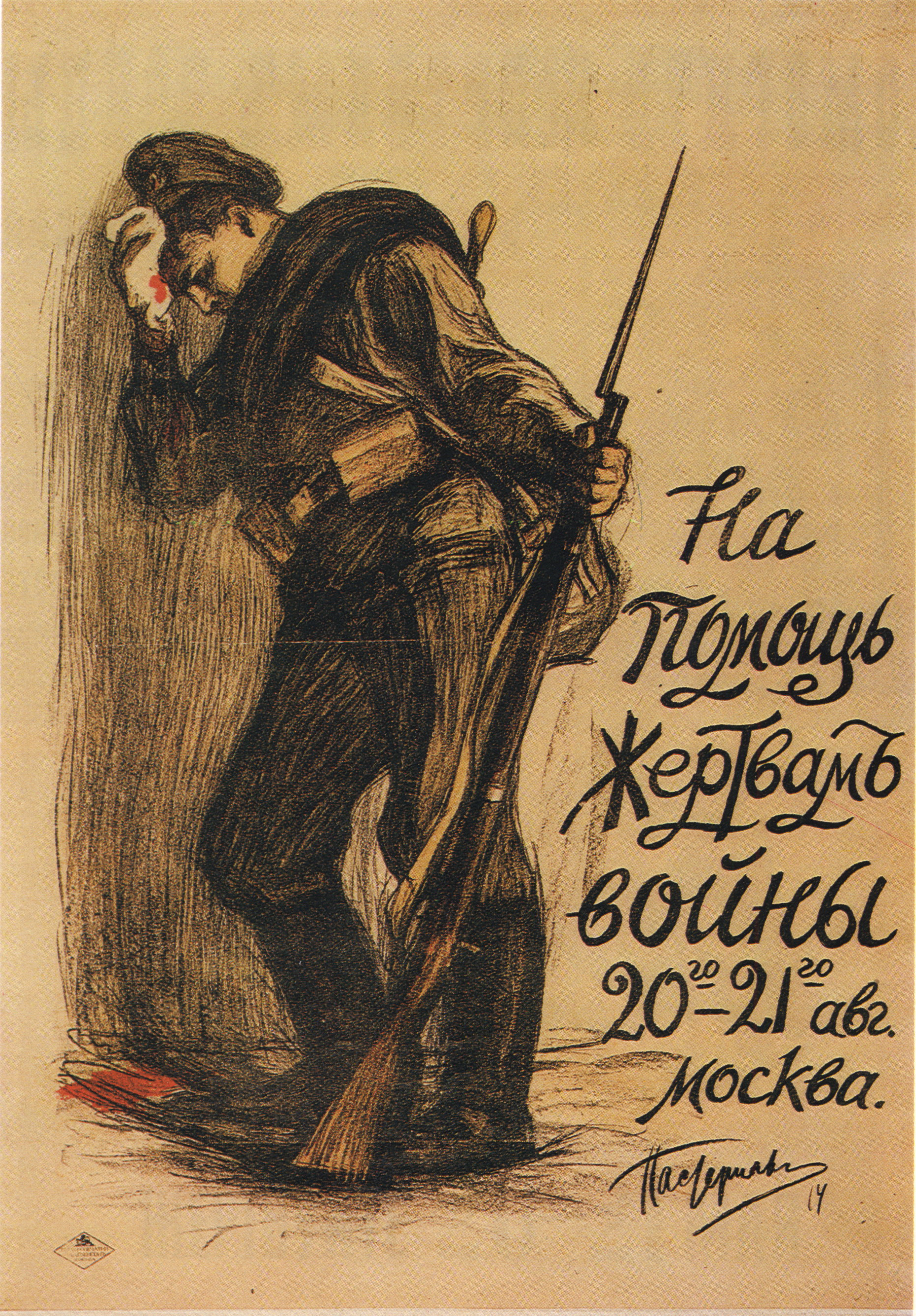
Плакат 1914 года, художник Л. О. Пастернак

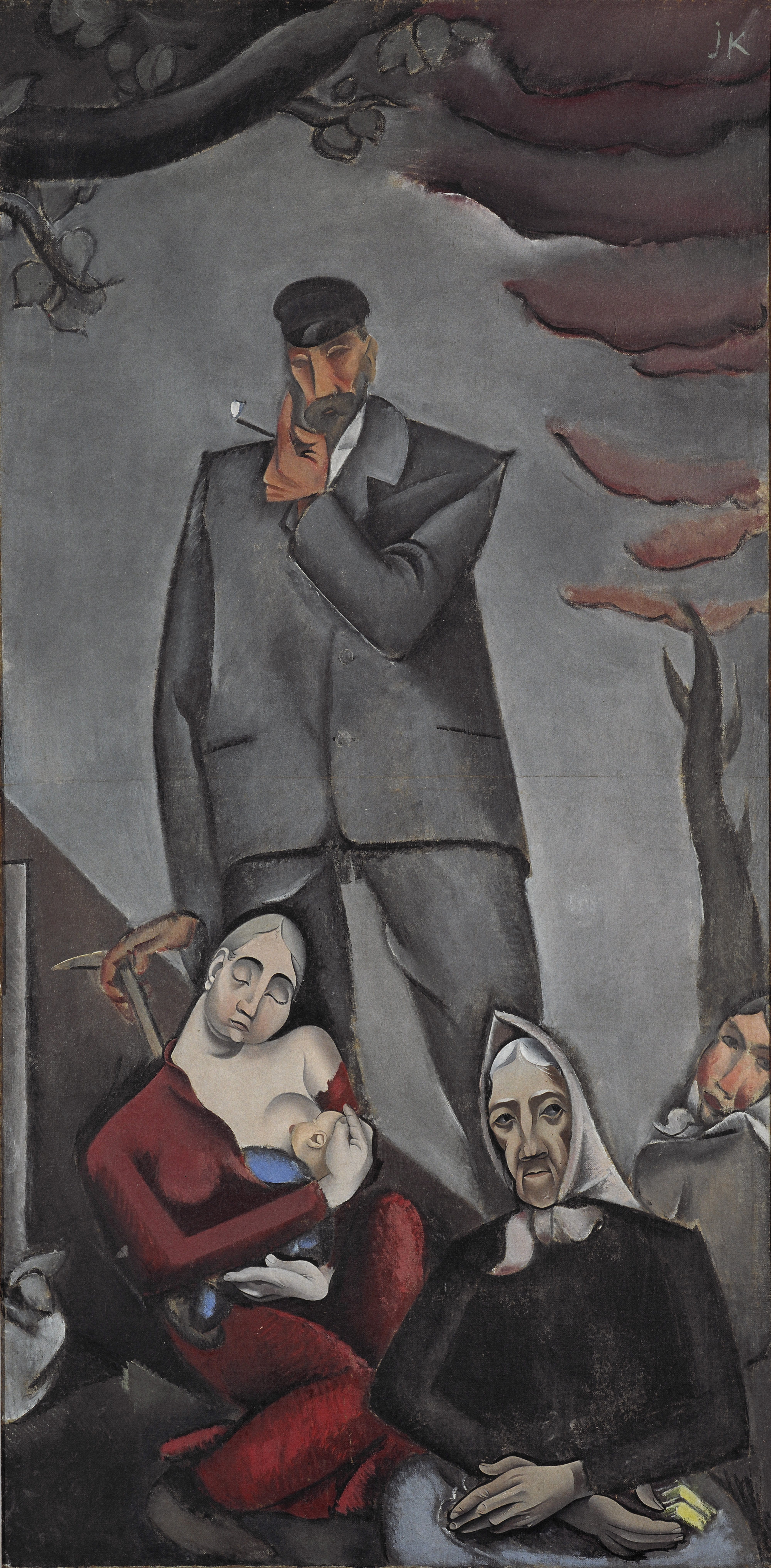
Картина Якова Казака «Беженцы»(латыш.)

Германо-австрийское наступление в 1915 году привело к бегству и изгнанию миллионов людей. Летом 1915 года число беженцев достигло в России трех миллионов, а к концу 1917 года увеличилось до 6-7 миллионов. Около 5 % населения Российской империи стало беженцами. При этом далеко не все покидали свои дома добровольно. Военные власти принудительно эвакуировали население из прифронтовых областей. «Мы не хотим уезжать, нас выгоняют… нас вынуждают сжигать наши дома и урожай, не позволяют взять с собой даже скот», говорили некоторые беженцы. Латышские политики протестовали против принудительной эвакуации мирного населения из Курляндии: «Старики, подростки младше 15 лет, женщины с малолетними детьми — никто из них не служит никакой военной цели и не может принести никакой пользы врагу». Немало беженцев умерло во время эвакуации. В основном потери были среди стариков и маленьких детей, преимущественно от холеры. Беженцы наполняли прежде всего города. В середине 1916 года в некоторых больших городах России более 10 % населения были беженцами. В Екатеринославе и Пскове их доля достигала 15 % населения, а в Самаре — даже 30 %.
В 1914—1916 годах с территории Польши, Литвы и Белоруссии во внутренние губернии России было выселено 250—350 тыс. евреев. В качестве причины выдвигалась якобы поголовная нелояльность евреев. На сборы им давалось всего лишь 24 часа, а оставшееся имущество было разграблено христианскими соседями. Впрочем, меры, проведённые правительством, дали евреям свободу проживания, де-факто отменив черту оседлости. 15 августа 1915 года был издан циркуляр разрешавший евреям «жить в городских поселениях, за исключением столиц и местностей, находящихся в ведении министерств Императорского Двора и Военного»; таким образом, запрет на проживание евреев сохранился лишь в Москве, Петрограде, областях Донского, Кубанского и Терского казачьих войск, а также на курортах, где отдыхала царская семья.
23 декабря 1914 года главный начальник снабжений армий Северо-Западного фронта генерал от инфантерии Н. А. Данилов приказал выселить с левого берега Вислы «во внутренние губернии всех немцев-колонистов мужского пола в возрасте 15 лет и старше, кроме больных, не могущих выдержать переезда». Всего, по подсчётам историка Э. Лора, было депортировано более 500 тысяч немцев-колонистов.
На конец декабря 1915 года, по данным Татьянинского комитета, на территории империи находилось 480 тыс. польских беженцев, 320 тыс. — латышских, 204800 — еврейских, 89600 — эстонских.

## Экономическое положение
| Военная инфляция 1914—1916 | Военная инфляция 1914—1916 | Военная инфляция 1914—1916          | Военная инфляция 1914—1916 | Военная инфляция 1914—1916 | Военная инфляция 1914—1916       |
| Период                     | Период                     | Денежная масса в обращении, млн руб | Рост денежной массы, %     | Рост цен, %                | Соотношение цен к денежной массе |
| -------------------------- | -------------------------- | ----------------------------------- | -------------------------- | -------------------------- | -------------------------------- |
| 1914                       | 1-я половина               | 2370                                | 100                        | 100                        | 0,00                             |
| 1914                       | 2-я половина               | 2520                                | 106                        | 101                        | −1,05                            |
| 1915                       | 1-я половина               | 3472                                | 146                        | 115                        | −1,27                            |
| 1915                       | 2-я половина               | 4725                                | 199                        | 141                        | −1,41                            |
| 1916                       | 1-я половина               | 6157                                | 259                        | 238                        | −1,08                            |
| 1916                       | 2-я половина               | 7972                                | 336                        | 398                        | +1,18                            |

С началом Первой мировой войны необходимость финансировать огромные военные расходы подтолкнула правительство увеличить выпуск кредитных билетов и увеличить государственный долг за счёт внутренних и внешних займов. В 1914 году в стране был запрещён обмен бумажных денег на золото. Был введён «сухой закон», прекративший поступление госдоходов от водочной монополии. В то же время увеличиваются прямые налоги на землю, городскую недвижимость и промышленность.
Вследствие этого, с началом войны России пришлось столкнуться с военной гиперинфляцией — раздутием денежной массы. С подобным явлением пришлось, впрочем, столкнуться всем воюющим державам. По подсчётам А. Гурьева, к весне 1917 году количество бумажных денег в обращении увеличилось во Франции на 100 %, в Германии — на 200 %, а в России — на 600 %.
Война потребовала массовой мобилизации, и к 1 марта 1917 в армию было мобилизовано 14,9 млн человек. Это привело к нехватке рабочих рук в деревнях, незначительному, на 7,6 % (не считая сокращения посевных площадей, оказавшихся в оккупации), сокращению посевных площадей и массовому переходу от более трудоёмких (пенька, свёкла, бобовые) к менее трудоёмким культурам (лён, хлопок). В результате в семи губерниях Нечерноземья без работников-мужчин осталось 33 % хозяйств, арендная плата упала с 41 % от урожая в 1914 году до 15 % в 1916 году. Резко возросла оплата труда батраков (в Тамбовской губернии — на 60-70 %).
С другой стороны, частично компенсировать нехватку рабочих рук удалось благодаря отмеченному выше массовому переходу к менее трудоёмким культурам, а также массовому привлечению военнопленных к полевым работам. В 1915 году правительство распределило на работы среди сельских производителей до 266 тыс. военнопленных, в 1916 году — до полумиллиона.
4 марта 1916 года в связи с нехваткой рабочей силы Главное управление Генерального штаба выпустило директиву, призывавшую к тому, чтобы «ни один военнопленный, сколько-нибудь трудоспособный не оставался в лагере без назначения, и все были отданы сельским хозяйствам».
По состоянию на 1 (14) сентября 1915 года на сельскохозяйственных работах было занято 295 тыс. военнопленных, на 1 (14) мая 1916 в целом к работам было привлечено 808 140 военнопленных, из них к сельскохозяйственным работам — 460 935 человек.
Отмечается также привлечение на полевые работы до 250 тыс. беженцев
За время войны было мобилизовано 2 760 000 лошадей, что, однако, сильно не изменило общей численности лошадей в стране. Если по довоенной переписи 1912 года в России насчитывалось 32,8 млн лошадей, то по сельскохозяйственной переписи 1916 г. — 33,5 млн. Благодаря увеличившимся доходам сельского населения, быстро развивалось животноводство, так что, несмотря на огромные потребности армии, число коров за время войны уменьшилось лишь на 5 %, в то время как число свиней выросло.
Урожай зерновых хлебов в 1916 году дал 444 млн пудов излишка, и, кроме того, запасы прошлых лет исчислялись до 500 млн пудов. Мясного скота, а также картофеля и овощей в стране было достаточно, не хватало лишь жиров и сахара. Однако эти запасы находились в отдалённых областях империи, откуда при нехватке подвижного состава на железных дорогах их нелегко было вывезти.
Г. И. Шигалин характеризует хлебные поставки за годы войны следующим образом:

В первый год войны продовольственные заготовки, несмотря на хаотичность их организации, прошли более или менее удачно. Задание по заготовке 231,5 млн пудов хлеба, предназначенного исключительно для удовлетворения нужд армии, было выполнено.
Во второй год войны продовольственные заготовки начались в условиях хорошего урожая. Нужно было заготовить 343 млн пудов хлеба, в том числе 92 % для нужд армии. Однако, несмотря на хороший урожай, хлеб поступал на рынок крайне слабо. Поэтому реквизиции оказались более частым явлением в тех районах, где заготовками ведали военные власти.
Третий год войны был наиболее трудным в продовольственном отношении. Сельскохозяйственное производство продолжало сокращаться, обмен между городом и деревней совершенно нарушился, бумажно-денежная эмиссия систематически возрастала, а курс рубля неуклонно понижался. В этих условиях рыночные цены на продукты питания неизбежно повышались, и соответственно увеличивался разрыв между твёрдыми и «вольными», то есть спекулятивными, ценами. Биржи свободно печатали бюллетени вольных цен, хотя государственная заготовка хлеба проходила крайне медленно.
Поэтому в декабре 1916 г. правительство в лице нового министра земледелия (он же председатель Особого совещания по продовольствию) Риттиха вынуждено было пойти на крайнюю меру — введение обязательной поставки хлеба в казну по твёрдой цене согласно развёрстке. Развёрстку хлеба в количестве 772 млн пудов предполагалось произвести подворно. Но в результате неудовлетворительного учёта и сопротивления ... развёрстка ощутительных результатов не дала.
— 

## Информационное освещение войны

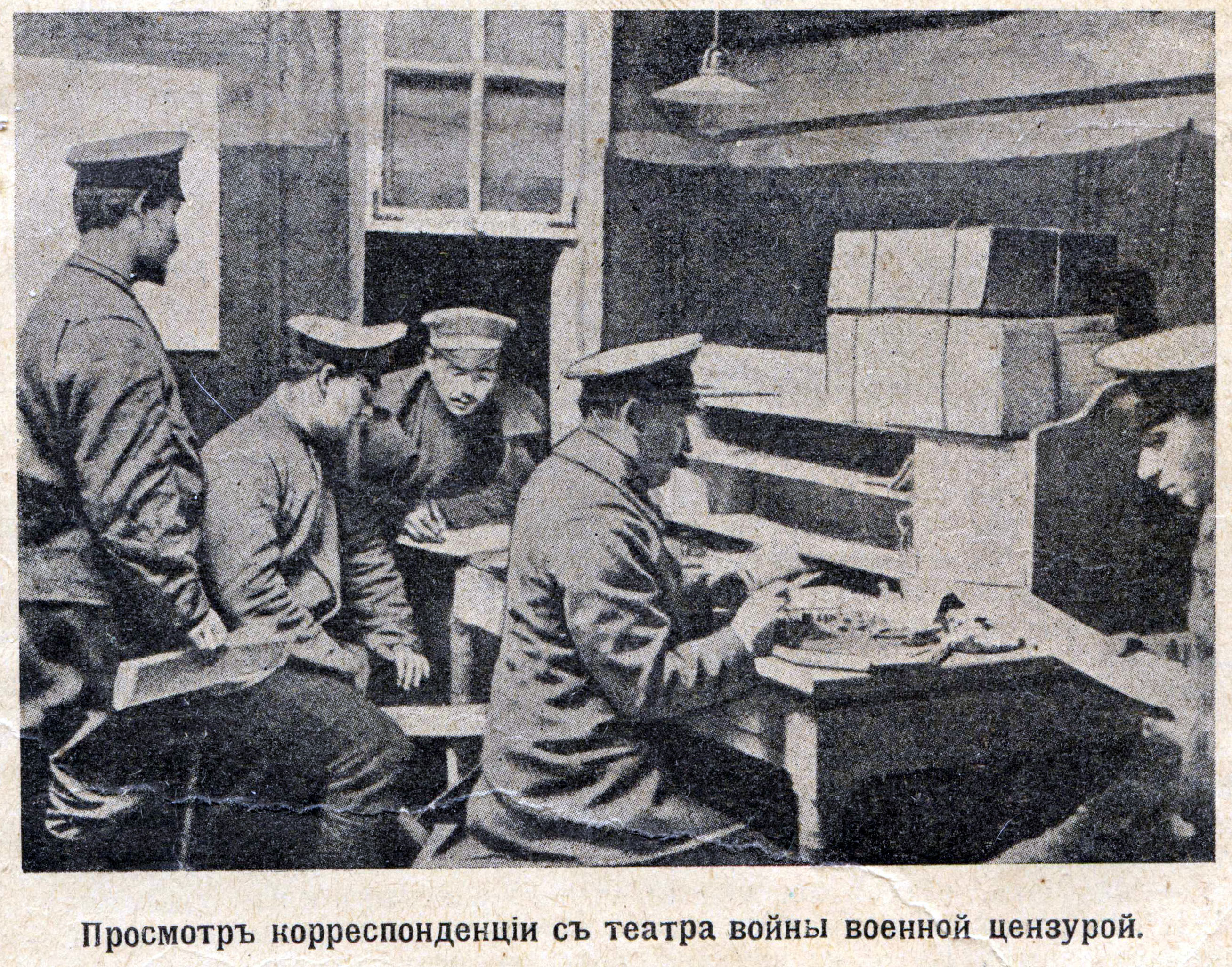

В Российской империи начала XX века единым органом распространения государственной информации, в том числе и о войне, было Санкт-Петербургское (с сентября 1914 года в связи с переименованием города — Петроградское) телеграфное агентство. Для большинства российских газет, не имевших развитой собственной корреспондентской сети, его бюллетени были главным источником информации. Среди телеграмм, передававшихся этим агентством, особое место занимали сводки Ставки Верховного главнокомандующего. Как писал М.К. Лемке, служивший в Ставке, эти сводки писал полковник А.А. Носков, заведовавший 6-м делопроизводством (печать). Правила их составления, по словам этого офицера, были такими: 

а) начатая нами и не закончившаяся операция должна обходиться молчанием, чтобы не обнаружить нашего плана; 
б) разгаданная нами операция врага не должна быть выяснена ему, чтобы обмануть противника своим неведением о замысле; 
в) всякий наш успех должен быть сообщён вполне; 
г) всякий наш неуспех в отражении удара — только в общих неясных выражениях; 
д) наши потери и наши неудавшиеся операции и маневры обходить полным молчанием; 
е) когда бьем немцев — писать «германцев», а если австрийцев — «противника»; 
ж) фамилии нашего командного состава и названий частей не упоминать; 
з) взятых нами пленных подсчитывать почаще, на разные даты, чтобы создавать иллюзию более значительного успеха; 
и) результаты действия неприятельских аэропланов обходить молчанием. 

Также в Петрограде проводились ежедневные пресс-конференции (беседы) Главного управления Генерального штаба для журналистов. С августа 1914 года по январь 1916 года на них председательствовал полковник А.М. Мочульский.
Российская либеральная пресса отмечала недостатки официальных обзоров. Так, пресс-конференция 6 августа 1915 г. показала рост недоверия журналистов к сообщениям Главного управления Генерального штаба, на ней корреспондент «Речи» высказал претензии к качеству информирования журналистского сообщества. Как отмечает исследователь И. В. Объедков, сотрудники Главного управления Генерального штаба «утаивали от журналистов большие объемы информации, формировали ожидания, не совместимые с действительностью, неоднократно меняли свою точку зрения», что «порождало растущее недоверие журналистов к военному ведомству». В либеральной печати также жесткой критике подверглись сообщения официальных военных газет «Армейский вестник» и «Русский инвалид». 
В первый же день своего вступления в должность начальника штаба Верховного главнокомандующего генерал-лейтенант Н.Н. Янушкевич указал в телеграмме командующим военных округов, что «корреспонденты в армию допущены не будут». 7 (20) сентября 1914 года в приказе войскам 1-й армии за подписью командующего армией генерала от кавалерии фон П.К. Ренненкампфа было объявлено, что в некоторых газетах появляются телеграммы и заметки под рубрикой: «От собственных корреспондентов из действующей армии», при этом ввиду того, что корреспонденты в действующую армию не допущены, появление в печати корреспонденций из армии недопустимо. Однако по прошествии нескольких недель войны, позиция командования по отношению к этому вопросу изменилась. В сентябре 1914 года великий князь Николай Николаевич (младший) потребовал «во всех штабах корпусов и отдельно действующих отрядов назначить особых офицеров, которым был бы поручен сбор соответственных материалов в целях официального или неофициального помещения этих данных в печати».
Основным нормативным актом, которым в своей деятельности руководствовалась российская пресса во время войны, было «Временное положение о военной цензуре» [Собрание Узаконений…, 1914. № 192. Ст. 2057], утвержденное императором на следующий день после начала войны. 2 августа 1914 года министр внутренних дел Н.А. Маклаков подписал «Перечень сведений, касающийся внешней безопасности России или ее Вооруженных Сил и сооружений, предназначенных для военной обороны страны, сообщение коих в речах или докладах, произносимых в публичных собраниях, воспрещалось», включавший 18 запретительных пунктов [Собрание Узаконений… 1914. № 191. Ст. 2056]. Вскоре был утвержден еще более полный «Перечень» из 25 пунктов, дополненный запретом к публикации сведений, касающихися личного состава воинских частей, боеготовности армии и флота, потерь в личном и материальном составе армии и флота, «волнений среди жителей занятых нашими войсками областей» и др. [Собрание Узаконений… 1914. № 203. Ст. 2079]. 31 июля (13 августа) 1915 г. вышел последний за годы войны «Перечень», состоявший из 30 пунктов.
В секретных телеграммах Ставки Верховного главнокомандующего в адрес редакторов газет категорически запрещалось печатать сведения о стрельбе немцев снарядами, распространяющими ядовитые газы и о действии этих снарядов;
о польских легионах, «ибо таких нет»; о беженцах; о начале наступления на том или ином участке фронта; о забастовках и т. д.
Когда в конце августа 1915 года в Государственной Думе обсуждался законопроект о военной цензуре, то депутаты от оппозиционных партий говорили, что «цензура превратилась из военной в политическую», «наша практика военной цензуры представляла собой химически чистый произвол». Так, в Киеве цензоры выбрасывали из местных газет перепечатки из столичной прессы, «вследствие этого получилось то, что события на театре войны происходили вне всякой психологической подготовки для читателей провинциальных газет. Например, оставление нами Львова было полнейшей неожиданностью для киевских жителей».

## Внутриполитический кризис

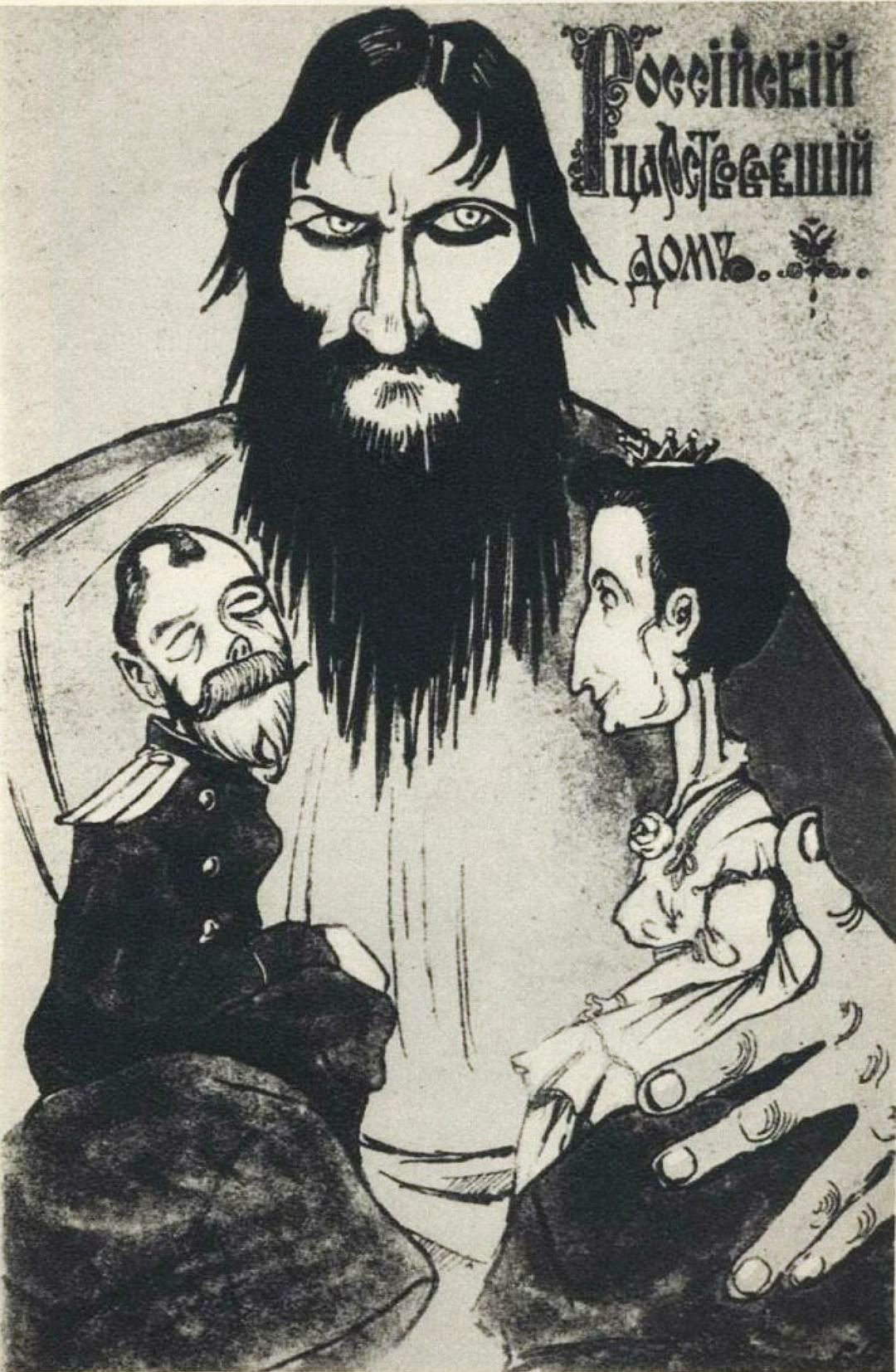
Антимонархическая листовка: Распутин, Николай II и Александра Фёдоровна

Начало войны вызвало значительный патриотический подъём в русском обществе, рост антигерманских настроений. В то же время уже при мобилизации имели место протестные настроения — только за вторую половину июля 1914 года в 27 губерниях, при подавлении волнений было убито и ранено 611 человек.
Военные поражения и большие потери быстро обострили противоречия в российском обществе. В конце мая — начале июня 1915 года в России обозначился явный политический кризис. В июне 1915 года император Николай II был вынужден отправить в отставку сначала министра внутренних дел Н. А. Маклакова, а затем министра юстиции И. Г. Щегловитова и военного министра В. А. Сухомлинова.
Нагнетание антигерманских настроений в мае 1915 года привело к погромам, направленным против проживавших в Москве жителей немецкого происхождения.
19 июля 1915 года открылась сессия IV Государственной думы, на которой октябристы, кадеты и трудовики поставили вопрос о создании ответственного перед Думой правительства, 12 августа был создан Прогрессивный блок.
Решение Николая II 23 августа (5 сентября) 1915 года принять на себя звание Верховного главнокомандующего на фоне постоянных военных поражений стало для самодержавия самоубийственным шагом. Изолированный в своём поезде в Ставке, Николай II с осени 1915 года в действительности уже не принимал непосредственного участия в управлении страной, зато резко возросла роль его непопулярной жены, императрицы Александры Фёдоровны. В этот период большое влияние на государственные дела получил Григорий Распутин, пользовавшийся безграничным доверием императрицы. Его убийство, совершенное в ночь на 17 декабря 1916 года группой заговорщиков, было встречено всеобщим ликованием.
В течение всего 1916 года распад власти продолжался. Государственная дума — единственный выборный орган — собиралась на заседания всего на несколько недель в году, происходила «министерская чехарда»: министры сменялись беспрестанно, при этом на смену одним, малокомпетентным и непопулярным, приходили другие, ничуть не лучше. За 1916 год Николай II сменил четырёх председателей Совета министров (Ивана Горемыкина, Бориса Штюрмера, Александра Трепова и князя Николая Голицына), четырёх министров внутренних дел (Алексея Хвостова, Штюрмера, ещё раз Хвостова и Александра Протопопова), трёх министров иностранных дел (Сергея Сазонова, Штюрмера и Николая Покровского), двух военных министров (Алексея Поливанова, Дмитрия Шуваева) и трёх министров юстиции (Александра Хвостова, Александра Макарова и Николая Добровольского).
25 июня (8 июля) 1916 года был издан указ о так называемой «реквизиции инородцев» до полумиллиона человек на тыловые работы, что привело к вооружённому восстанию в Туркестане и в Семиречье. Подавление восстания заняло значительное время — последние остатки сопротивления в Закаспийской области были подавлены в конце января 1917 года, а казахские повстанцы Амангельды Иманова и Алиби Джангильдина в степях Тургая продолжали боевые действия и позднее.
1 (14) ноября 1916 года лидер кадетов Павел Милюков с трибуны Государственной думы произнёс обличительную речь, в ней были описаны факты неподготовленности России к войне, преступной халатности и коррупции должностных лиц, в частности, военного министра Сухомлинова, была обоснована идея необходимости создания ответственного правительства из представителей думской оппозиции. Перечислив злоупотребления и ошибки царского правительства, Милюков закончил свою речь риторическим вопросом: «Что это — глупость или измена?» Апофеозом речи было обвинение, выдвинутое непосредственно против царской семьи и её окружения:
Павел Милюков: «Я вам называл этих людей — Манасевич-Мануйлов, Распутин, Питирим, Штюрмер. Это та придворная партия, победою которой, по словам „Нойе Фрайе Прессе“, было назначение Штюрмера: „Победа придворной партии, которая группируется вокруг молодой Царицы“».
Итогом кризиса стала Февральская революция 1917 года.

– Почему Первая мировая война, несмотря на то что вслед за войной 1812 года ее поначалу называли Отечественной, так и не стала таковой? Хотя Вторая мировая – для России навсегда Великая Отечественная. А ведь она тоже была затяжной, была гораздо тяжелее по потерям – и с точки зрения числа погибших и раненых, и с точки зрения утраченных в первые годы войны территорий...
– Потому что во время Великой Отечественной войны народ знал, за что и с кем он воюет. А в Первую мировую ни враг, ни цели войны для основной массы населения не были очевидны. «Ах вы, немцы-азиаты, из-за вас идем в солдаты…» – пели уходившие на фронт.
– Более или менее прижилось название Великая война, но не Отечественная...
– Совершенно верно. Несмотря на массовую пропаганду, работавшую на полную мощность, несмотря на могучий патриотический подъем первых месяцев войны, который сопровождался многотысячными демонстрациями (кстати, в 1941-м таких акций не было – не до них было!), глубинного осознания того, что война идет за свое Отечество, так и не возникло.
– Почему?
– Во-первых, боевые действия, по крайней мере поначалу, шли преимущественно на окраинах империи. А во-вторых, в ходе войны декларировались отнюдь не самые оборонительные цели: все-таки водрузить крест на Святой Софии в Царьграде – не вполне оборонительная задача.
Но и это не главное. Главное состоит в том, что общество не было единым. И череда поражений, которая последовала в 1915 году, сразу же обнажила этот раскол. Известная фраза из Священного Писания «Дом, разделившийся сам в себе, не устоит» в полной мере характеризовала сложившуюся ситуацию. Узкие политические цели разных партий, социальных групп, идеологических течений, элитных группировок, их стремление «сделать лучше, чем власть», а для этого перехватить саму власть – все это вышло на первый план, как только система дала первый серьезный сбой. Такое желание воспользоваться моментом было присуще многим политическим силам страны.
– То есть не только революционерам?
– Конечно! Как мы знаем, царя свергали не большевики и не эсеры, а либерально-оппозиционные политики и царские генералы. Это факт, с которым трудно спорить.
— В. Воронин, интервью журналу "Историк"

## Выход России из войны
После Октябрьской революции 1917 года большевики, впервые вступив в международные переговоры, пытались склонить правительства стран Антанты к заключению всеобщего мира, основанного на принципе «без аннексий и контрибуций», и получили формальное согласие Центральных держав с таким подходом.
5 (18) декабря 1917 года между российскими и турецкими войсками было заключено так называемое Эрзинджанское перемирие. Это привело к массовому отходу российских войск из Западной (Турецкой) Армении на территорию России.
На втором этапе, последовавшем за провалом планов достижения «всеобщего демократического мира» и началом внутрипартийной дискуссии о возможности подписания сепаратного мира, советская сторона стремилась к затягиванию переговоров, используя их для ведения агитации за общемировую революцию, тогда как власти Германской империи потребовали признать их право на оккупацию территории Польши, части Прибалтики и Белоруссии; 10 февраля 1918 года, после заключения Центральными державами отдельного договора с представителями Украинской центральной рады, советская делегация во главе с Л. Троцким заявила о прекращении войны и одновременно об отказе от заключения мира (тактика «ни войны, ни мира»).

Территория, оккупированная войсками Германии и Австро-венгрии после заключения Брестского мира

После возобновления германского наступления на Петроград В. Ленину, изначально выступавшему за немедленное подписание соглашения, удалось убедить однопартийцев в необходимости принятия германских условий («Социалистическое отечество в опасности!»); несмотря на то, что Германия выставила дополнительные требования, ЦК РСДРП(б), которому Ленин угрожал собственной отставкой, проголосовал за согласие на «похабный мир». Третий трёхдневный этап переговоров характеризовался отказом советской делегации вступать в дискуссию и завершился подписанием Брестского мирного договора 3 марта 1918 года, по которому от Советской России была отторгнута территория площадью 780 тыс. км² с населением 56 млн человек (треть населения Российской империи).

## Потери
Ниже приводятся данные потерь Русской армии в Первой мировой войне по различным источникам (данные Главного управления Генерального штаба Русской армии от 3 октября 1917 года; данные ЦСУ СССР 1925 года; расчёты Н. Н. Головина, опубликованные в 1939 году).
| Источник                              | Погибло солдат и офицеров                                     | Ранено солдат и офицеров | Пленные солдаты и офицеры |
| ------------------------------------- | ------------------------------------------------------------- | ------------------------ | ------------------------- |
| данные ГУ Генерального штаба 3.X.1917 | 511 068 убитых и 264 301 пропавших без вести, всего = 775 369 | 3 223 508                | 4 043 548                 |
| данные ЦСУ СССР, 1925 г.              | 626 440 убитых и 228 828 пропавших без вести, всего = 855 268 | 2 754 202                | 3 409 443                 |
| расчёты Н. Н. Головина, 1939 г.       | 1 300 000                                                     | 3 850 000                | 2 417 000                 |

По данным западных источников, к моменту выхода из войны общие потери Русской императорской армии составили 1,7 миллиона убитыми и умершими от ран; 4,95 миллиона ранеными и 2,5 миллиона военнопленными
Историк C. Волков привёл данные, что доля мобилизованных в России к общему числу мужчин в возрасте 15—49 лет составила 39 %, при этом на каждую тысячу мобилизованных пришлось 115 убитых и умерших, соответственно на каждую тысячу мужчин в возрасте 15—49 лет Россия потеряла 45 человек, а потери в пересчёте на каждую тысячу жителей России составили 11 человек.

### Комментарии
1. ↑  из них тяжело раненых и уволенных со службы 348 508
2. ↑  643 614 вместе с умершими от ран (17 174)
3. ↑  вместе с контуженными и отравленными при газовых атаках
4. ↑  При расчёте убитых Н. Н. Головин исходил из максимально возможного вычисленного им числа раненых (4 200 000), предполагая, что соотношение числа убитых и числа раненых в русской армии было таким же, как во Франции и в Германии (примерно 1:3.23), и что в Русской армии число умерших от ран было больше, чем во Франции или Германии — хотя на этот счёт он сам даёт и противоположную статистику
5. ↑  4 200 000 раненых, из которых умерло 350 000 — умершие от ран отнесены Н. Головиным в число погибших (1 300 000). У Н. Н. Головина 4 200 000 раненых — это также расчётное число